# Східна конференція НХЛ

Логотип Східної конференції, 2006 рік

Східна конференція (англ. Eastern Conference, фр. Conférence de l'Est) — одна із двох конференцій у Національній хокейній лізі, яка використовується для поділу команд. Її аналогом є Західна конференція.
До цього була знана як Конференція Принца Вельського (англ. Prince of Wales Conference) або просто Конференція Уельс (англ. Wales Conference). Її було створено у 1974 році, коли в НХЛ розбили команди на дві конференції та чотири дивізіони. Оскільки нові конференції та дивізіони географічно змінилися, то географічні назви у поділах прибрали. Конференцію назвали на честь Призу принца Вельського.
Приз принца Уельського повертає нас до 1924 року, коли він був подарований Лізі Принцом Уельським, пізніше королем Едвардом VIII. Едвард VIII найбільш відомий після своєї відмови від титулу герцога Віндзорського. Приз принца Уельського спочатку вручався переможцю НХЛ. До 1926 року Кубок Стенлі вручався переможцю плей-оф між лідерами НХЛ та Західної хокейної ліги. Після сезону 1926—1927 Кубок Стенлі почали вручати переможцю плей-оф НХЛ. Протягом років, коли в НХЛ не було дивізіонів (1927 та 1938—1967) Приз принца Уельського вручався переможцю регулярного чемпіонату НХЛ (зараз це Кубок Президента). З 1928 по 1937 нагороду вручали переможцю дивізіону Америка, а з 1967 по 1974 — переможцю дивізіону Схід.
У 1981 році конференції та дивізіони було перерозміщено для кращого відображення географічного положення команд, але чинні назви збереглися коли Конференція «Вельс» стала конференцією для східних команд НХЛ з Північної Америки. Назви конференцій та дивізіонів було змінено у 1993 році, щоб показати їх географічне положення. Новий комісіонер НХЛ Гарі Бетмен зробив зміни, щоб допомогти не хокейним фанатам краще зрозуміти гру, як в Національній баскетбольній асоціації, Національній футбольній лізі та Головній бейсбольній лізі, які використовували географічні назви для своїх конференцій та дивізіонів. Проте, зміни розчарували пуристів та старих хокейних вболівальників, які були впевнені, що вони знищили двадцять років традицій, відкинули відчуття історії ліги. Критики також відзначили, що бейсбольні та футбольні фанати можуть не хвилюватися, оскільки їхні конференції та дивізіони не будуть названі на честь видатних гравців. Нагороду, яку вручають переможцю конференції, Приз принца Уельського, зберігає деякі зв'язки зі спадком ліги.

## Дивізіони
За регламентом до 1993 року, Конференція «Уельс» складалася з дивізіону Адамс та дивізіону Патрик. Поточна Східна конференція має 15 команд у трьох дивізіонах: Атлантичному, Північно-східному та Південно-східному.
| Атлантичний                                                                                              | Північно-східний                                                                             | Південно-східний                                                                                    |
| --- | -------------------------------------------------------------------------------------------- | --------------------------------------------------------------------------------------------------- |
| - Нью-Джерсі Девілс - Нью-Йорк Айлендерс - Нью-Йорк Рейнджерс - Філадельфія Флайєрс - Піттсбург Пінгвінс | - Бостон Брюїнс - Баффало Сейбрс - Монреаль Канадієнс - Оттава Сенаторс - Торонто Мейпл-Ліфс | - Атланта Трешерс - Кароліна Гаррікейнс - Флорида Пантерс - Тампа-Бей Лайтнінг - Вашингтон Кепіталс |

## Переможці
Для списку переможців конференції дивіться Приз принца Уельського.

### Переможці Кубка Стенлі
- 1975–76 — Монреаль Канадієнс
- 1976–77 — Монреаль Канадієнс
- 1977–78 — Монреаль Канадієнс
- 1978–79 — Монреаль Канадієнс
- 1981–82 — Нью-Йорк Айлендерс
- 1982–83 — Нью-Йорк Айлендерс
- 1985–86 — Монреаль Канадієнс
- 1990–91 — Піттсбург Пінгвінс
- 1991–92 — Піттсбург Пінгвінс
- 1992–93 — Монреаль Канадієнс
- 1993–94 — Нью-Йорк Рейнджерс
- 1994–95 — Нью-Джерсі Девілс
- 1999–00 — Нью-Джерсі Девілс
- 2002–03 — Нью-Джерсі Девілс
- 2003–04 — Тампа-Бей Лайтнінг
- 2005–06 — Кароліна Гаррікейнс
- 2008-09 — Піттсбург Пінгвінс
- 2010-11 — Бостон Брюїнс
- 2015-16 — Піттсбург Пінгвінс
- 2016-17 — Піттсбург Пінгвінс
- 2017-18 — Вашингтон Кепіталс
- 2019-20 — Тампа-Бей Лайтнінг
- 2023-24 — Флорида Пантерс